# Grey Tickles, Black Pressure
Grey Tickles, Black Pressure è il secondo album in studio per lo statunitense John Grant (ex The Czars). L'album ha ricevuto il plauso della critica alla sua pubblicazione, avvenuta nel 2015. Nella sua recensione, NME lo battezzò "Uno degli album dell'anno", lodando sia i suoi testi personali che le sue melodie pop. Time ha definito Disappointing la quinta migliore canzone del 2015.
Il titolo del disco deriva dalla traduzione grezza di due frasi rispettivamente delle lingue islandese e turca: "il solletico grigio" si riferisce all'avvicinarsi della mezza età; "black pressure" deriva dalla parola turca per incubo.
Tracey Thorn, in precedenza con gli Everything but the Girl, è presente alla voce nel già citato brano Disappointing. Gli altri due ospiti dell'album sono la cantante Amanda Palmer dei Dresden Dolls e il batterista Budgie dei Siouxsie and the Banshees.

## Tracce
1. Intro – 1:36
2. Grey Tickles, Black Pressure – 5:30
3. Snug Slacks – 4:11
4. Guess How I Know – 3:34
5. You & Him – 3:26
6. Down Here – 4:09
7. Voodoo Doll – 3:07
8. Global Warming – 4:04
9. Magma Arrives – 5:02
10. Black Blizzard – 4:48
11. Disappointing – 4:56
12. No More Tangles – 6:09
13. Geraldine – 6:22
14. Outro – 0:30